# Meriones chengi
Espèce
Statut de conservation UICN

 LC  : Préoccupation mineure
Meriones chengi, ou Meriones (Pallasiomys) chengi, est une espèce qui fait partie des rongeurs. C'est une gerbille de la famille des Muridés.

## Distribution
Cette espèce est endémique du Xinjiang en Chine.

## Publication originale
- Wang, 1964 : New species and subspecies of mammals from Sinkiang, China. Acta Zootaxonomica Sinica, vol. 1 p. 6-18.